# Akwesasne
Akwesasne, antiguamente Saint-Régis, es un reserva india mohawk perteneciente a Canadá y Estados Unidos, en las provincias de Quebec y Ontario y en el estado de Nueva York. En Quebec, está ubicado en el municipio regional de condado de Le Haut-Saint-Laurent en la región de Vallée-du-Haut-Saint-Laurent (Montérégie).

## Geografía
Akwesasne se encuentra en la frontera entre Canadá y Estados Unidos y de la frontera entre Ontario y Quebec, sobre las dos riberas del río San Lorenzo. Limita al este con Dundee (Quebec). La superficie del territorio global de la comunidad de Akwesasne es aproximativamente de 90 km² cuyos 10,66 km² de tierra firme están en Quebec según el gobierno de Quebec. Statistique Canada estima la superficie en tierra firme a 24,83 km² para la parte en Quebec y a 11,86 km² en Ontario.

## Historia
Mohawks originarios de Kahnawake se establecieron en Akwesasne hacia 1750. Akwesasne, igualmente ortografiado Aghquissasne y Aghquesaine, significa en idioma mohawk el lugar donde la perdiz golpea alas. Una misión católica fue implantada en 1752 en esta parte de Nueva Francia sobre el nombre de Saint-Régis, honrando a san Juan Francisco Régis. Los dos nombres fueron utilizados en esta época. La oficina de correos de Saint-Régis abrió en 1864. En siglos XIX y XX, la localidad era conocida como Saint-Régis. En 1988, el toponímico oficial cambió para Akwesasne.

## Política
El territorio de Akwesasne (Quebec) está ubicado en la circunscripción electoral de Huntingdon a nivel provincial y de Salaberry-Suroît (Beauharnois-Salaberry antes de 2015).

## Demografía
La población total de la comunidad es estimada a 10 000 habitantes con una densidad de población de 111,1 hab./km².